# Karamanspor
Maillots
Karamanspor est un club de football turc basé à Karaman.

## Historique
- 1966 : fondation du club
- 2004 : champion de Division 4

## Palmarès
- Championnat de Turquie D4
  - Champion : 2004

## Parcours
- Championnat de Turquie D3 : 2004-2005, 2006-2007, 2007-2008
- Championnat de Turquie D4 : 2003-2004, 2009